# آخر ديسمبر (فلم)
آخر ديسمبر هو شريط سينمائي تونسي من إخراج معز كمون عام 2010، وهو ثاني أفلامه الطويلة.

## ملخص الفيلم
عائشة (هند الفاهم)، قروية متمردة في العشرين من عمرها، تعمل في مصنع ملابس، وهي تحلم بحياة أفضل. كان قد تركها حبيبها مراد (حلمي الدريدي)، الذي هاجر إلى أوروبا، فلجأت إلى العزلة.
آدم (ظافر العابدين) طبيب شاب محبط، لا يحتمل حياته اليومية المملة والفاترة بين معاناة المرضى ووحدويته، قرر لمجرد نزوة مغادرة كل شيء وقبول وظيفة في قرية نائية وقاحلة، بحثاً عن السكون وهروباً من ذكريات الماضي. يصادف عائشة التي تمثّل الحركة في حياته الجديدة الهادئة، فيضطرّ إلى مساعدتها، لينتهي به الأمر إلى قبولها زوجة له عن قناعة ورضى.
سفيان (لطفي العبدلي)، وهو مهاجر يعود إلى القرية للبحث عن زوجة.

عائشة (هند الفاهم) وآدم (ظافر العابدين)

## طاقم التمثيل
- هند الفاهم، في دور عائشة
- ظافر العابدين، في دور آدم
- لطفي العبدلي، في دور سفيان
- حلمي الدريدي، في دور مراد
- جمال المداني، في دور عمدة القرية
- لطيفة القفصي
- دليلة مفتاحي
- لطفي بندقة، في دور إبراهيم
- دنيا السعدي
- إيمان الشريف
- سنية بلقاسم

## وصلات خارجية
- مقالات تستعمل روابط فنية بلا صلة مع ويكي بيانات

- صفحة الفيلم في الموقع Imdb